# Polly Swann
Polly Swann, född 5 juni 1988 i Lancaster, är en brittisk roddare.
Swann blev olympisk silvermedaljör i åtta med styrman vid sommarspelen 2016 i Rio de Janeiro.